# Eurois occulta
Eurois occulta (tên tiếng Anh: Great Brocade hoặc Great Gray Dart) là một loài bướm đêm thuộc họ Noctuidae. Nó được tìm thấy ở Bắc và Trung châu Âu, Bắc và Trung châu Á và các phần phía bắc của Bắc Mỹ (bờ biển ở Canada, Virginia và Great Lakes States).

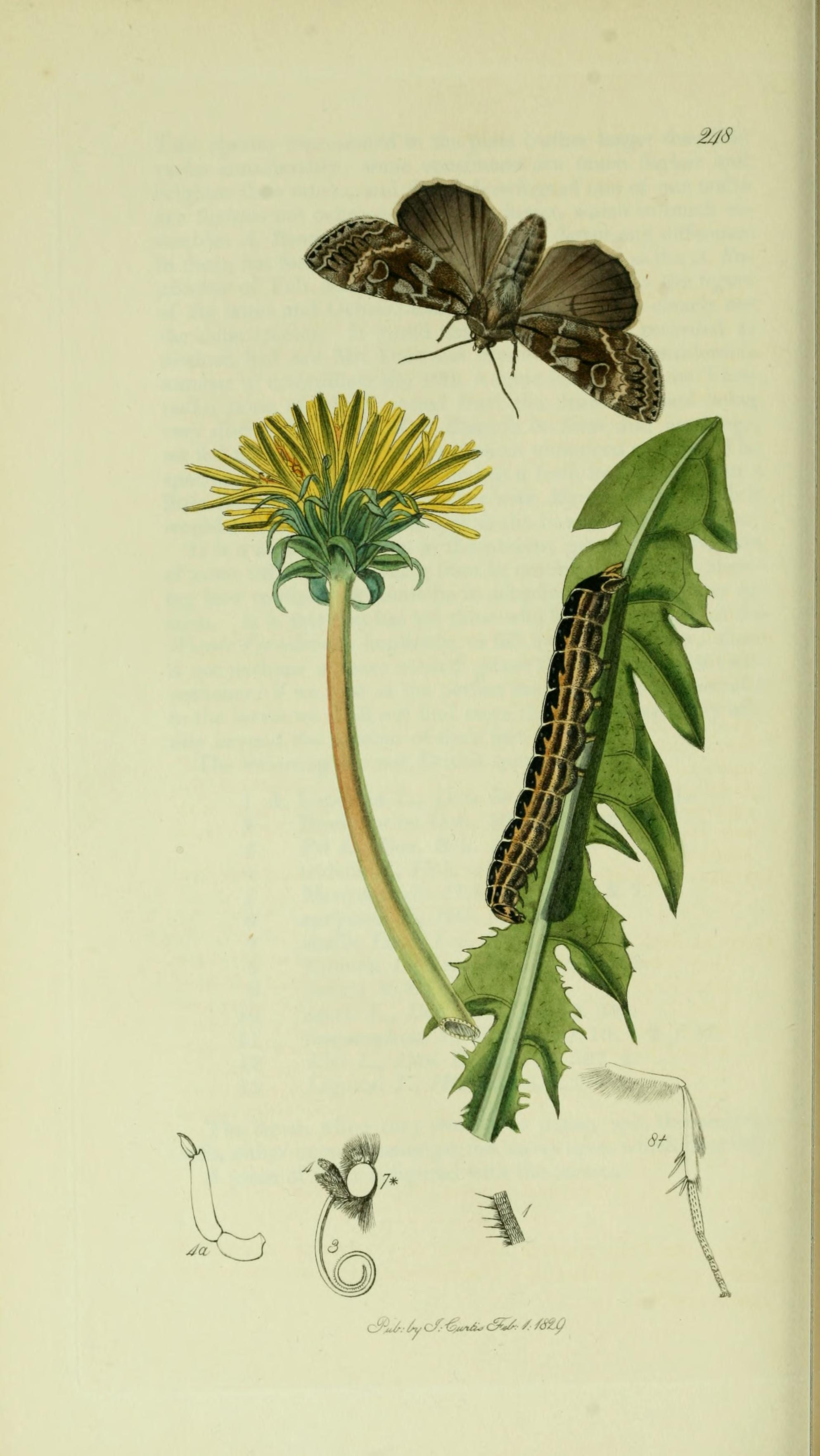
Hình minh họa của John Curtis's British Entomology Volume 5

## Miêu tả
Sải cánh của nó dài 50–60 mm. 
Ấu trùng ăn Myrica gale, Vaccinium, bạch dương, liễu và các cây herbaceous.

## Hình ảnh

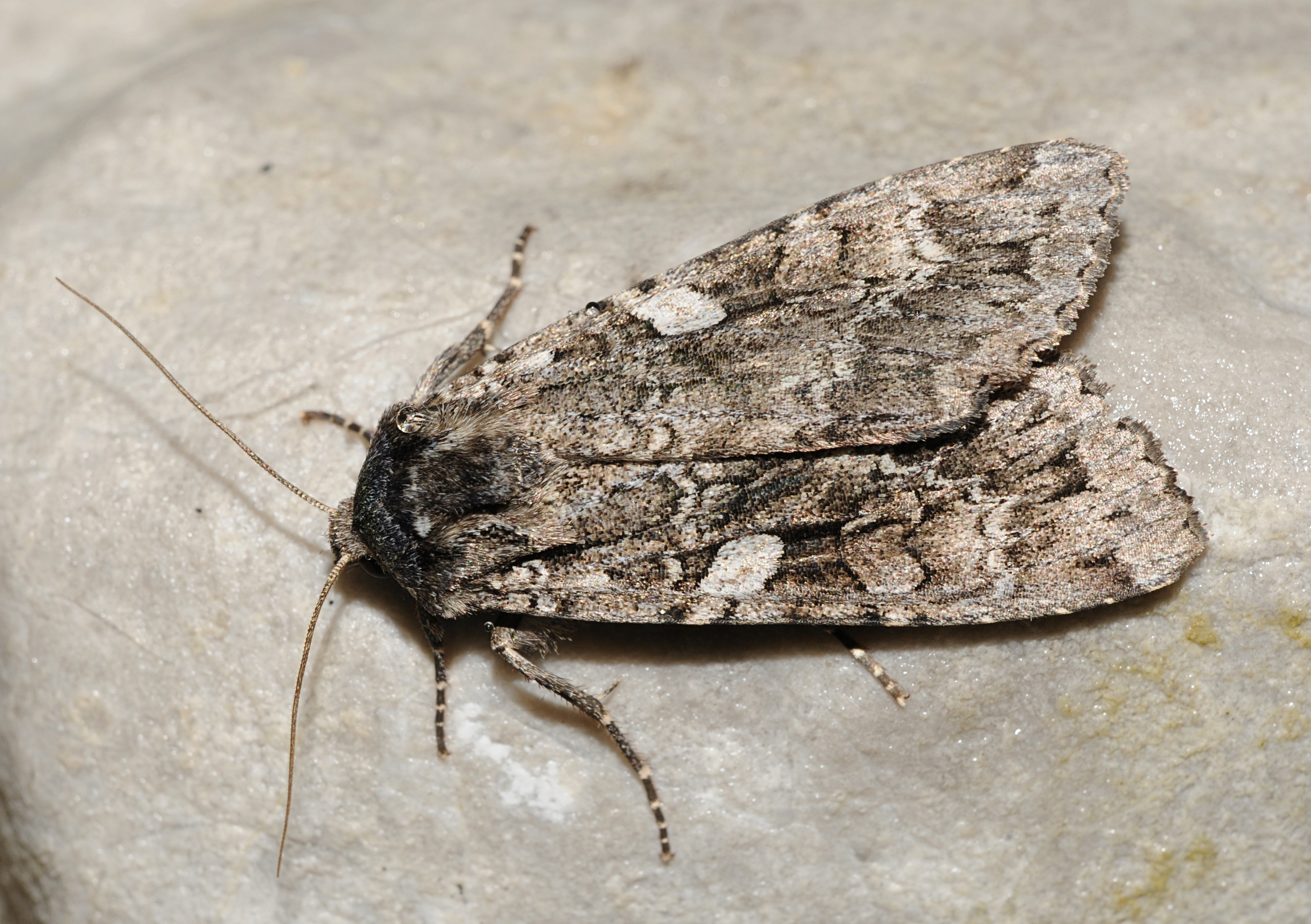
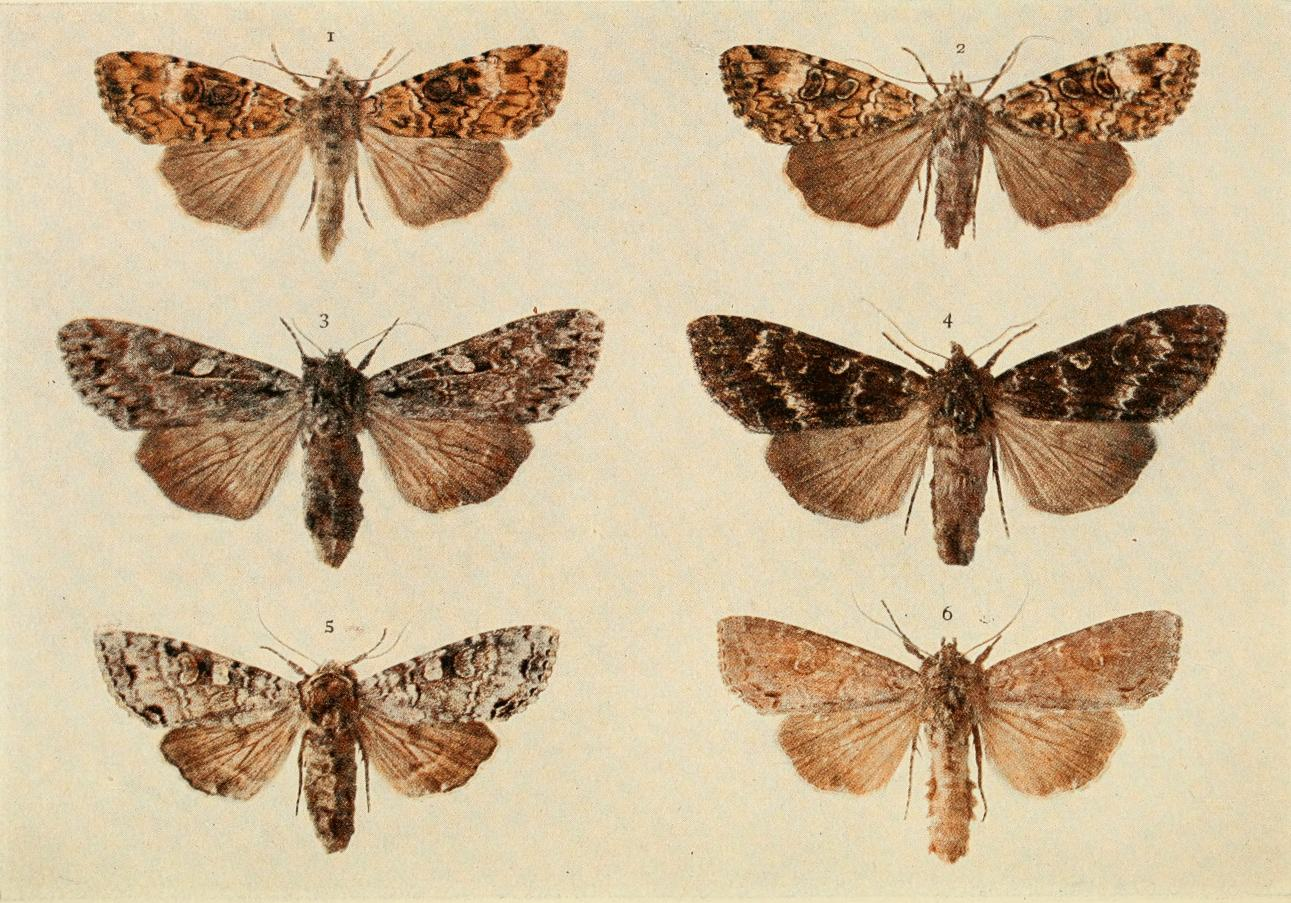